# Castillo de La Glorieta
El Castillo de la Glorieta es un monumento nacional de Bolivia situado en las afueras de la ciudad de Sucre, la capital del país. Fue la sede del principado de la Glorieta, constituido por Clotilde Urioste y Francisco Argandoña Revilla, ambos príncipes de La Glorieta.
Fue nombrado Monumento Nacional el 27 de agosto de 1970.

## Historia
La historia del Castillo esta unida a la familia Urioste - Argandoña, el cual era un matrimonio ligado a la explotación minera de la plata, empresarios banqueros y diplomáticos, se ocuparon también de la labor filantrópica en la ciudad de Sucre.
El matrimonio adquirió un terreno de 40 hectáreas en las afueras de la ciudad de Sucre, para establecer allí su residencia y a su vez contraton a uno de los arquitectos más importantes de Bolivia, Antonio Camponovo, quien se ocupó de diseñar los planos del futuro Castillo, también trabajaron con el los italianos Martinelli y Tonelli para la construcción de los jardines palaciegos.
La Exposición Universal de París que se celebró el año 1889 fue la fuente de inspiración para que el matrimonio Urioste - Argandoña decidiera el diseño de su futura residencia en Bolivia. En 1897 se terminó de construir la suntuosa edificación de La Glorieta.
Actualmente, el Castillo de La Glorieta se constituye en un atractivo turístico de la ciudad de Sucre, el cual requiere constantemente de cuidado y acciones para recuperar el mobiliario, y la reconstrucción de estructuras que formaban parte de los jardines. Con el pasar de los años se han perdido muchas hectáreas de jardines desde que el castillo pasó a manos militares en la segunda mitad del siglo XX.

## Estilo
El edificio fue diseñado por el arquitecto suizo Antonio Camponovo, por entonces radicado en Argentina. La estructura estaba destinada a transmitir la opulencia y sofisticación de la pareja real, sin embargo la mezcla de estilos para muchos[¿quién?] resultaba algo ridícula y desalineada. Esta fusión abstrae características del estilo morisco al chino, del ruso al bizantino y del románico al gótico.
- La torre del príncipe tiene un estilo árabe tanto en forma como en cúpula, cuenta con 45 metros de altura y 108 escalones. La historia cuenta que al príncipe le gustaba subir por las noches y apreciar las estrellas.[cita requerida]
- La torre de la princesa tiene un estilo bizantino, mientras su cúpula es de estilo ruso. Tiene una altura de 30 metros y unas gradas de piedra de 80 escalones.[3]
- La torre réplica del Big Ben es parte de la capilla del castillo, tiene una altura de 25 metros y es una réplica pequeña del Big Ben londinense.

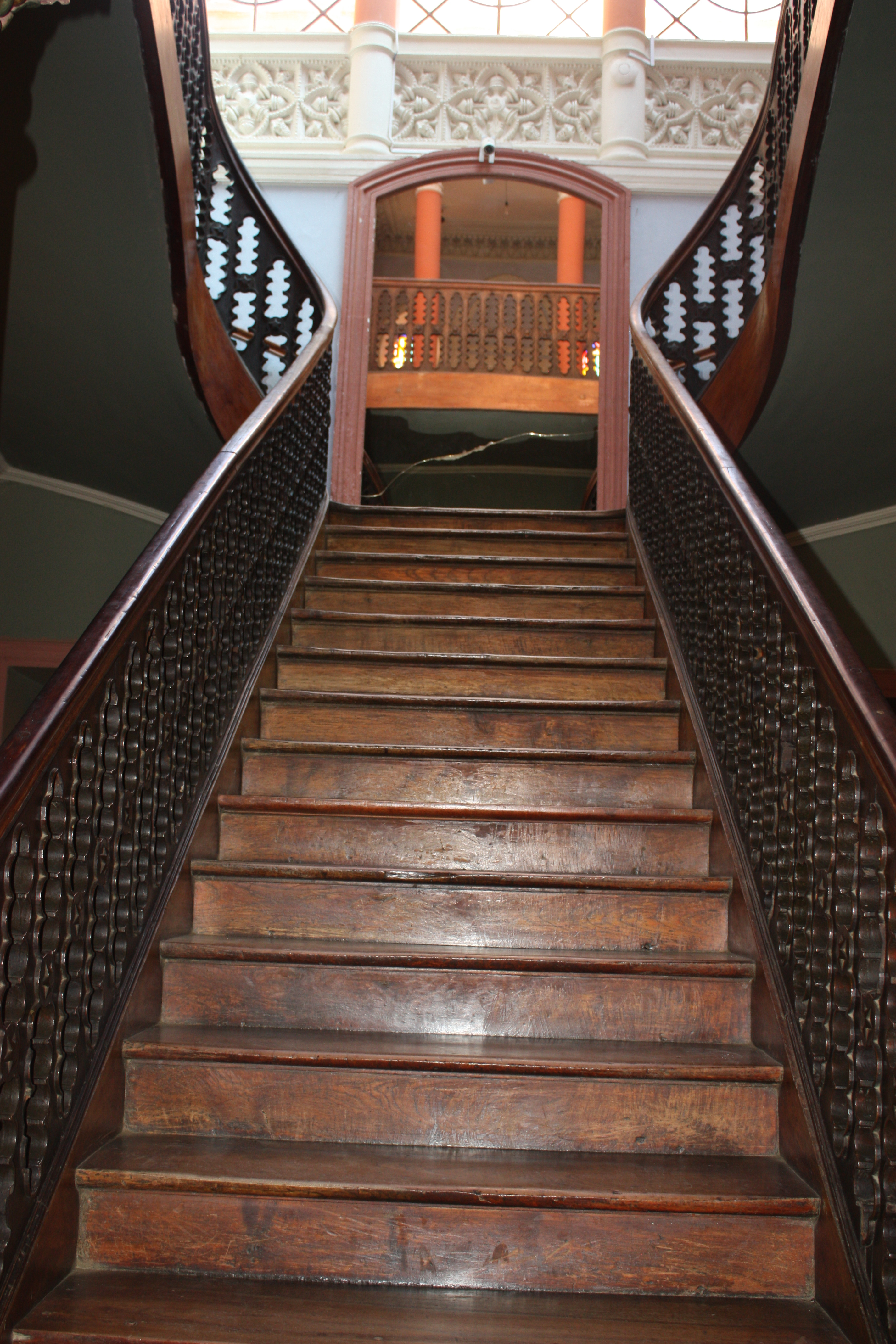

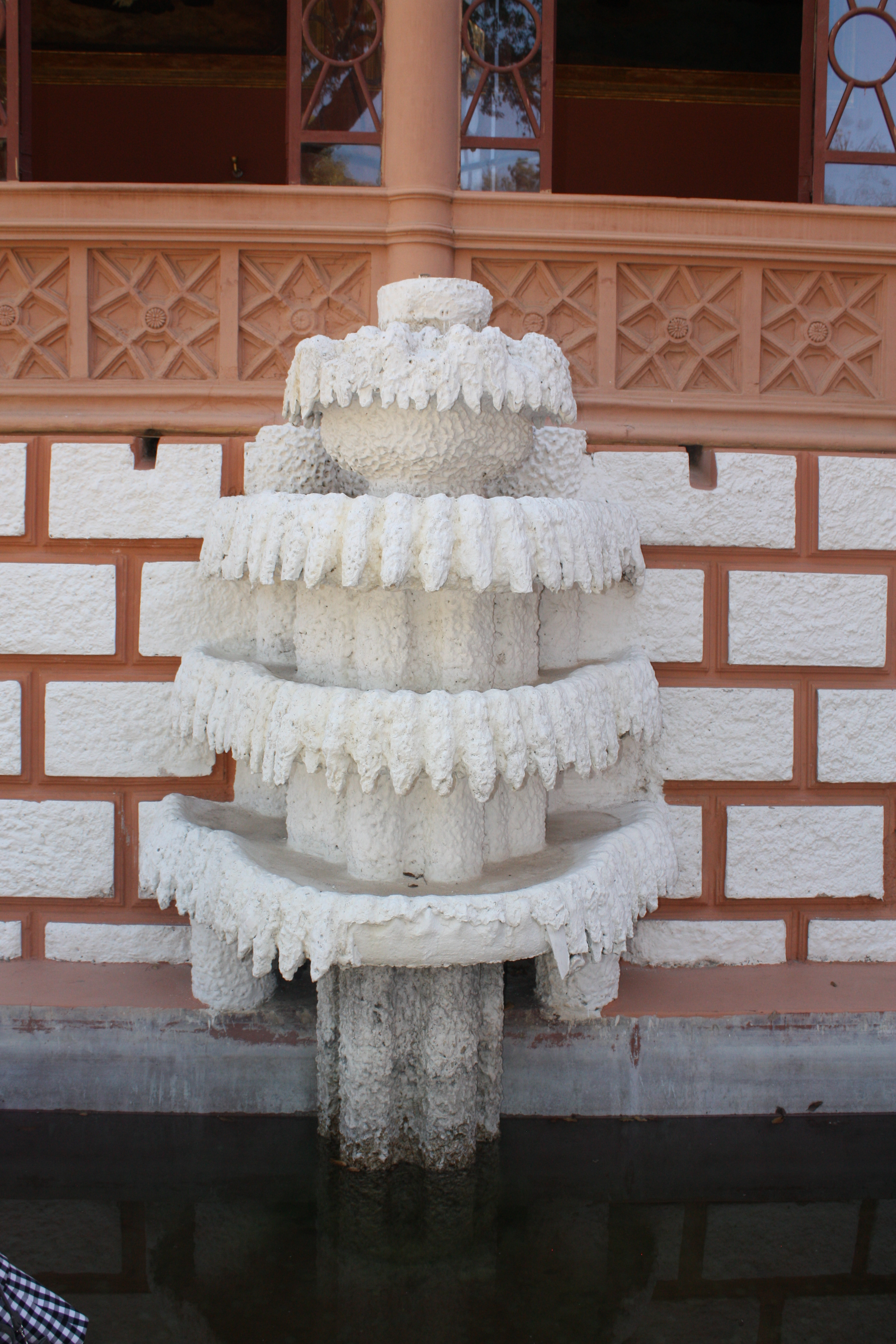

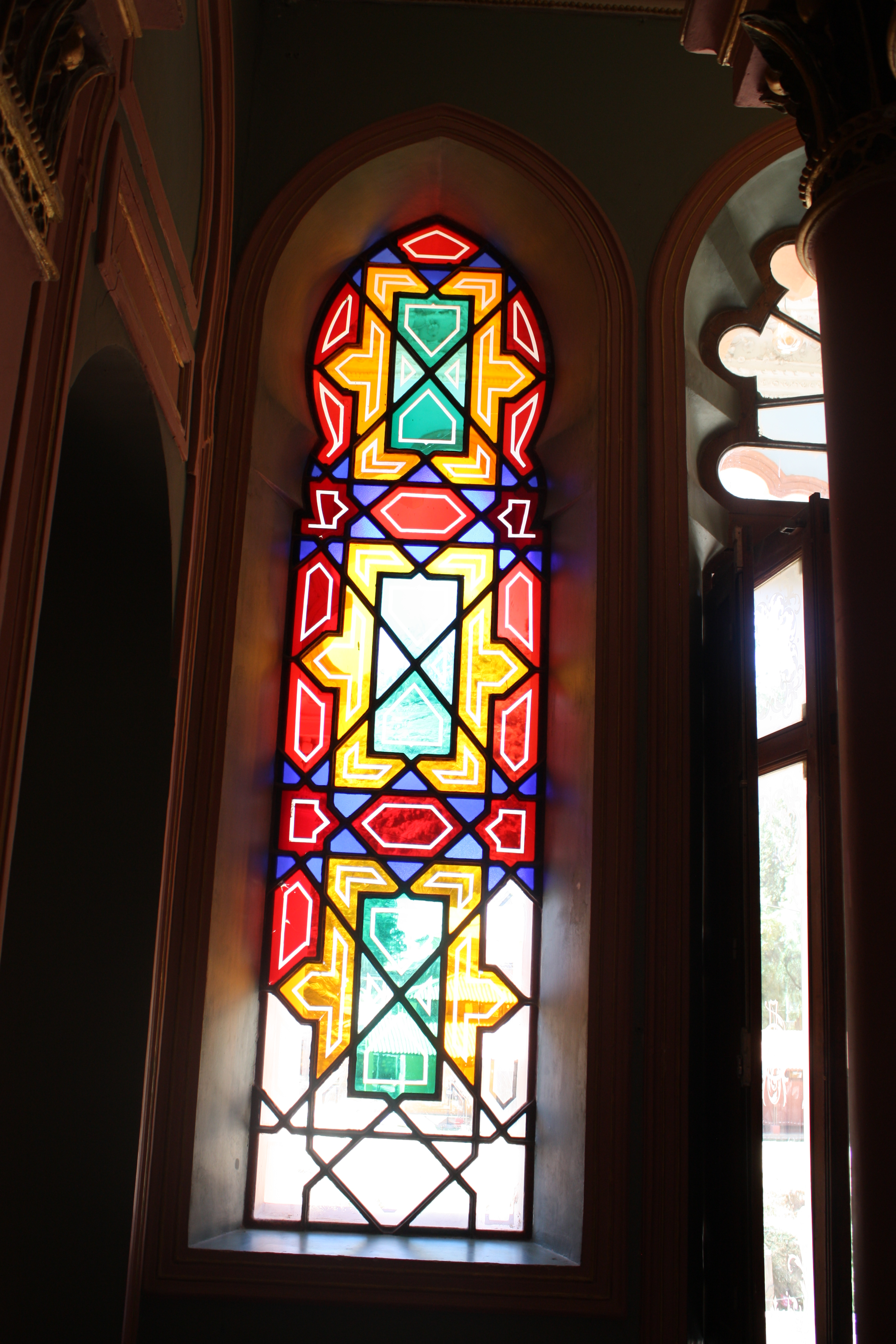